# 阿爾達托夫區 (莫爾多維亞共和國)

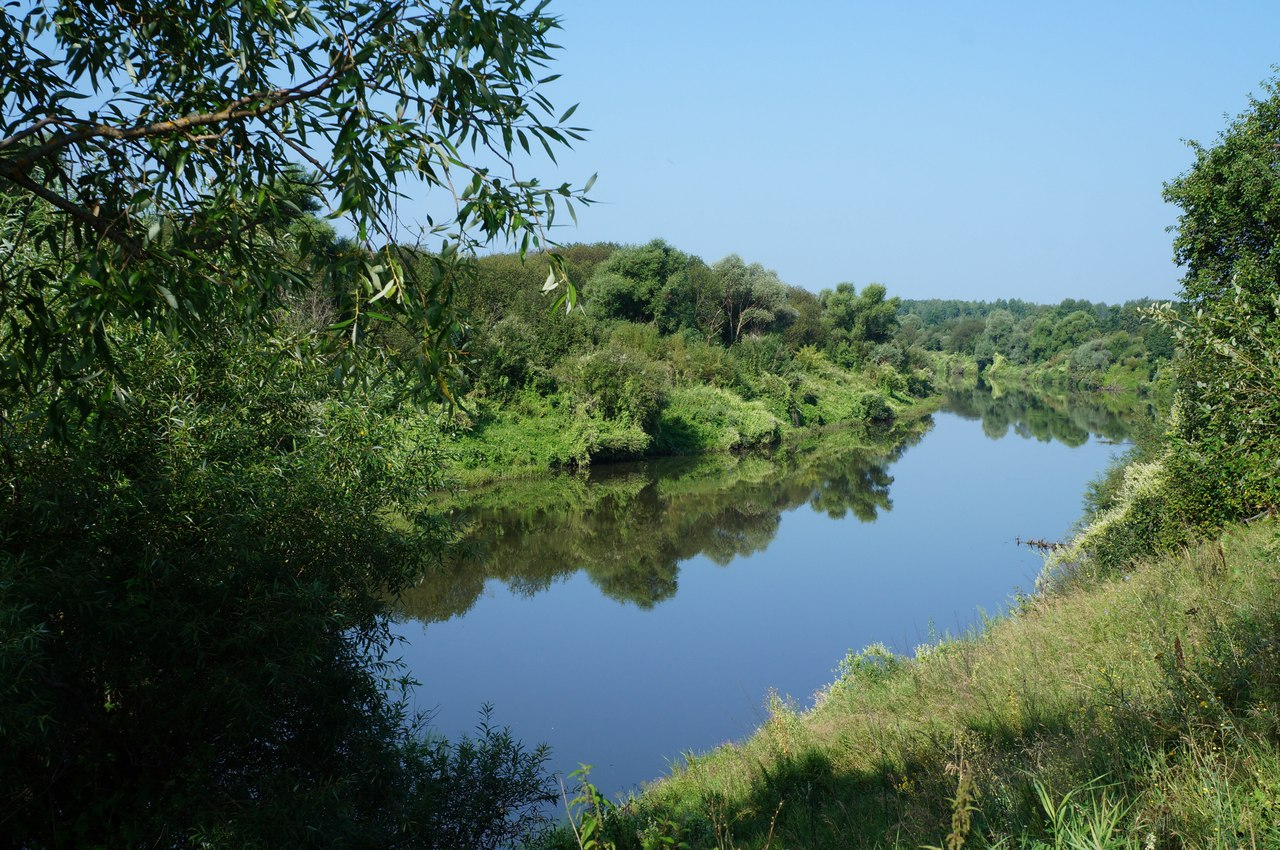

54°51′N 46°14′E / 54.850°N 46.233°E
阿爾達托夫區（俄语：Ардатовский район），是俄羅斯的一個區，位於該國西部，由莫爾多維亞共和國負責管轄，面積1,192.5平方公里，2010年人口29,446，人口密度每平方公里24.69人。